# Белюкин, Дмитрий Анатольевич
Дмитрий Анатольевич Белю́кин (род. 7 октября 1962, Москва, СССР) — советский и российский живописец, мастер пейзажа, художник Студии военных художников имени М. Б. Грекова с 1999 года.
Академик РАХ (2012; член-корреспондент 2007). Народный художник РФ (2005). Лауреат Премии Ленинского комсомола (1989). Член Союза художников СССР с 1988 года.

## Биография
Родился 7 октября 1962 года в Москве, в семье известного художника, книжного иллюстратора Анатолия Ивановича Белюкина.
Учился в МСХШ при МГАХИ им. Сурикова.
В 1980—1986 гг. обучался в МГАХИ имени В. И. Сурикова на факультет живописи, в мастерской профессора, народного художника СССР И. С. Глазунова. Институт окончил с отличием дипломной работой «Смерть Пушкина».
В 1986—1987 гг. проходил действительную службу в войсках ВВС Советской армии.
В 1987—1988 гг. годах работал в Комбинате живописи Художественного фонда РСФСР.
В 1988 году вступил в Союз художников СССР и МСХ. Работал в Творческой мастерской живописи Академии художеств СССР (руководители — академики А. П. Ткачёв и С. П. Ткачёв).
С 1999 года работает в Студии военных художников имени М. Б. Грекова.
С 2010 года по инициативе ОАО «РЖД» постоянная экспозиция картин Белюкина развёрнута в галерее «Царская башня» на Казанском вокзале Москвы.
С 2018 года — профессор Академии акварели и изящных искусств Сергея Андрияки.
C 2019 года — член редакционной коллегии научно-методического журнала «Secreta Artis».
В марте 2022 года подписал обращение в поддержку военного вторжения России на Украину (2022).

## Творчество

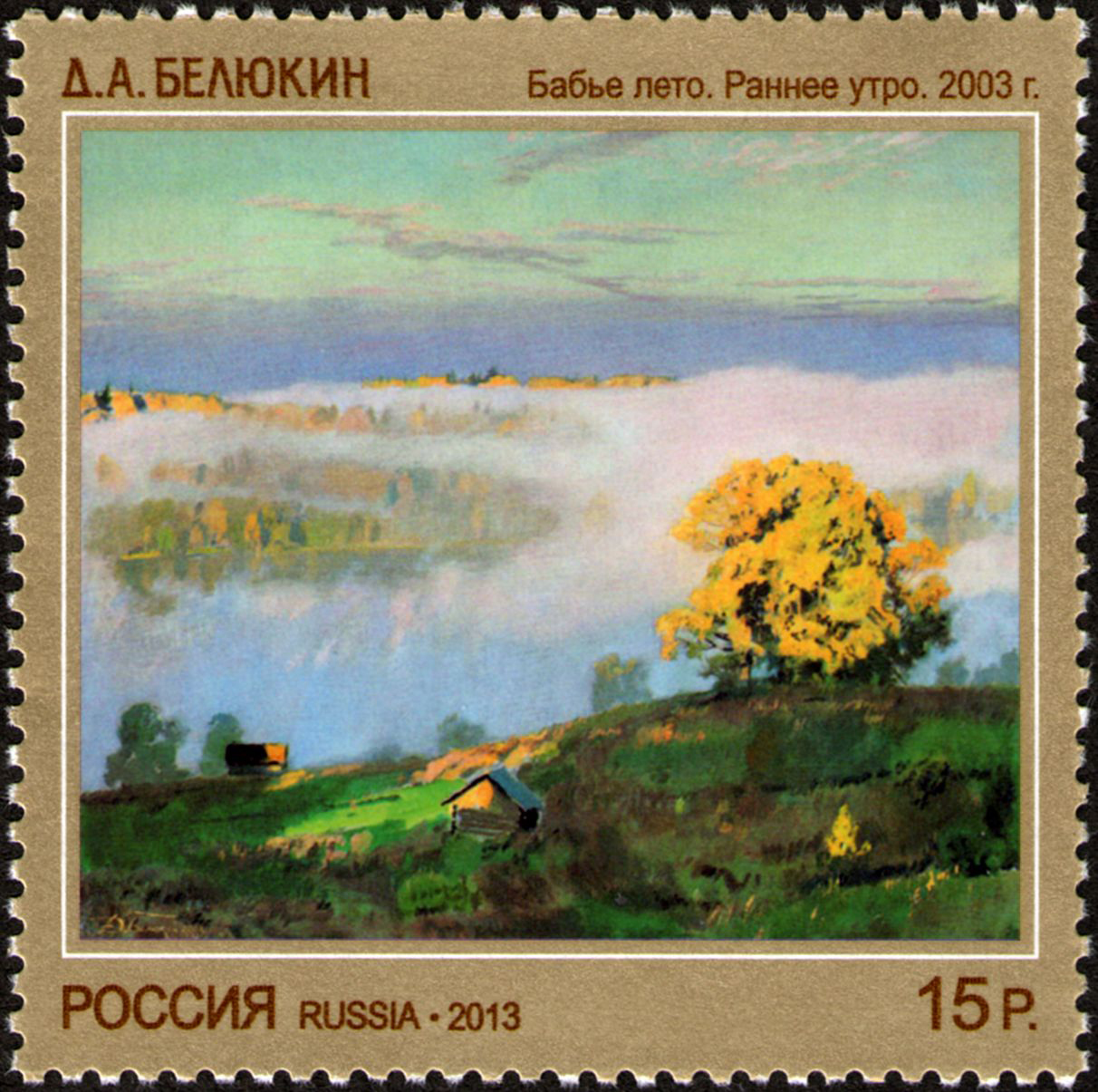
Почтовая марка РФ с изображением картины Д. А. Белюкина «Бабье лето. Раннее утро» 2013 г.
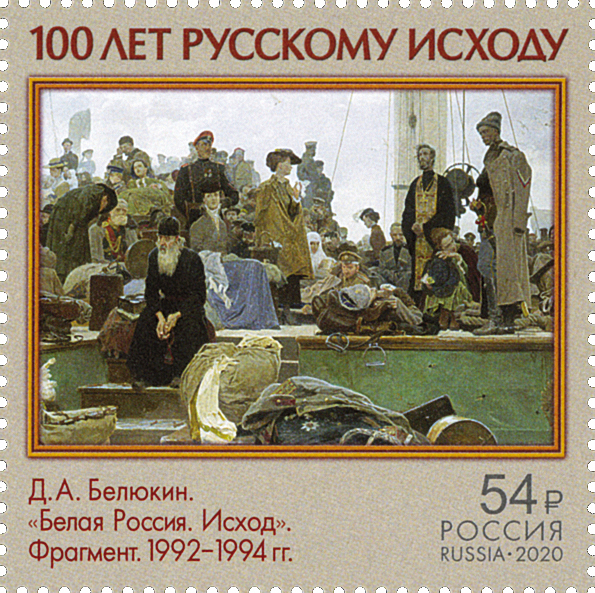
Почтовая марка РФ с изображением фрагмента картины Д. А. Белюкина «Белая Россия. Исход» (1992–1994 гг.).

## Награды
- Народный художник России (2005)
- Заслуженный художник России (1999)
- Премия Ленинского комсомола (1989)
- Золотая медаль ВДНХ (14.12.1987) — за создание художественного полотна «Портрет Пальшиной — участницы двух мировых войн»
- Медаль «В память 850-летия Москвы»
- Медаль «200 лет Министерству обороны»